# Cheongpung-myeon, Hwasan-gun
Cheongpung-myeon (koreanska: 청풍면) är en socken i kommunen Hwasun-gun i provinsen Södra Jeolla i den södra delen av Sydkorea, 300 km söder om huvudstaden Seoul.